# ماجرای یک پیشوای شهید
ماجرای یک مسیحی فقیر (به ایتالیایی: L'avventura d'un povero cristiano) که میان فارسی‌زبانان با نام ماجرای یک پیشوای شهید شناخته می‌شود، یک نمایشنامه است که اینیاتسیو سیلونه، نویسندهٔ اهل ایتالیا در سال ۱۹۶۸ میلادی، نوشته است.

## به فارسی
این کتاب با نام ماجرای یک مسیحی فقیر به قلم محمد قاضی به فارسی ترجمه و چاپ شد. از چاپ دوّم به بعد مترجم نام کتاب را به ماجرای یک پیشوای شهید تغییر داد. جز این چاپ در انتشارات نیل، سپس‌تر در سال ۱۳۹۳ کتاب با ویرایش در انتشارات فرهنگ جاوید به چاپ سوّم رسید.